# Claudia Lücking-Michel

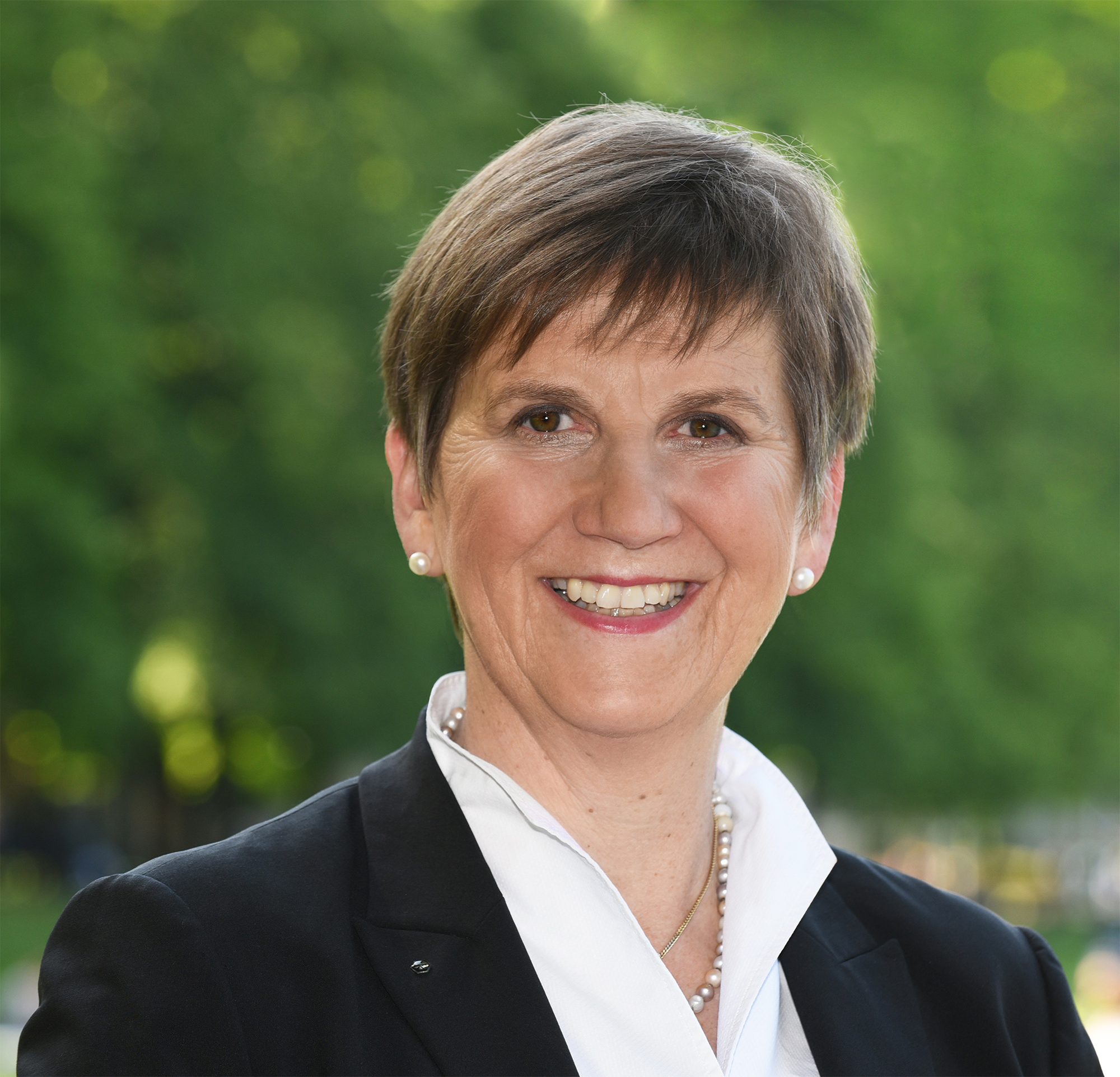
Claudia Lücking-Michel (2017)

Claudia Maria Lücking-Michel (* 4. Februar 1962 in Dortmund als Claudia Maria Lücking) ist eine ehemalige deutsche Politikerin (CDU). Von 2013 bis 2017 war sie Mitglied des Deutschen Bundestages, von 2005 bis 2021 Vizepräsidentin des Zentralkomitees der deutschen Katholiken.

## Leben und Beruf
Claudia Lücking wuchs in Menden (Sauerland) auf, wo sie 1981 das Abitur ablegte. Anschließend absolvierte sie ein neunmonatiges Sozialpraktikum in einem Kinderdorf in Rom, ehe sie 1982 ein Studium der Katholischen Theologie und Geschichte an der Westfälischen Wilhelms-Universität Münster aufnahm, an der Dormitio-Abtei in Jerusalem und der Universität Tübingen fortsetzte. Ihr Studium schloss Lücking-Michel 1987 mit dem Diplom in Theologie und 1988 mit dem I. Staatsexamen für das Lehramt in katholischer Religion und Geschichte ab. Mit einer Arbeit zu De Concordantia catholica des Nicolaus von Cues promovierte sie 1991 bei Peter Hünermann (Tübingen).
1991 wurde Lücking-Michel Referentin in der Bischöflichen Studienförderung Cusanuswerk, dem Begabtenförderungswerk der katholischen Kirche in Deutschland. Von dort wechselte sie 1997 zum Bischöflichen Hilfswerk Misereor nach Aachen, wo sie Leiterin der Abteilung für Bildungs- und Pastoralarbeit wurde. Von 2004 bis 2013 war Lücking-Michel Generalsekretärin des Cusanuswerks. Im Anschluss an ihr Bundestagsmandat wurde sie Geschäftsführerin der Arbeitsgemeinschaft für Entwicklungshilfe e. V. (2019 umbenannt in Agiamondo e. V.), deren ehrenamtliche Vorstandssitzende sie seit 2012 gewesen war.
Claudia Lücking-Michel ist mit dem Kölner Alttestamentler Andreas Michel verheiratet und hat drei Kinder.

## Partei
Lücking-Michel ist seit 2004 Mitglied der CDU und seit 2013 stellvertretende Kreisvorsitzende der CDU Bonn. Seit 2014 ist sie stellvertretende Vorsitzende des Bundesfachausschusses für Außen-, Sicherheits-, Entwicklungs- und Menschenrechtspolitik.

## Bundestagsabgeordnete
2013 trat Lücking-Michel für die CDU im Wahlkreis Bonn als Kandidatin zur Bundestagswahl an und erreichte 37,5 % der Erststimmen. Sie lag damit nur 0,7 Prozentpunkte hinter dem bisherigen Inhaber des Bundestagsdirektmandats im Wahlkreis und Kandidaten der SPD Ulrich Kelber. Lücking-Michel zog über die Landesliste der CDU NRW in den Bundestag ein.
Sie war ordentliches Mitglied im Ausschuss für Bildung, Forschung und Technikfolgenabschätzung sowie ordentliches Mitglied im Ausschuss für wirtschaftliche Zusammenarbeit und Entwicklung des Deutschen Bundestages.
Darüber hinaus war Lücking-Michel stellvertretende Vorsitzende der Gruppe der Frauen der CDU/CSU-Bundestagsfraktion, gehörte der Arbeitnehmergruppe der Fraktion an und war Mitglied in der Parlamentsgruppe Bahnlärm. Sie war Mitglied des Stephanuskreises und Mitglied des Kardinal-Höffner-Kreises der CDU/CSU-Bundestagsfraktion, Mitglied in der Deutsch-Israelischen Parlamentariergruppe, der Deutsch-Indischen Parlamentariergruppe und der Parlamentariergruppe SADC-Staaten (Southern African Development Community).
Bei der Bundestagswahl 2017 konnte Lücking-Michel, die auf dem 26. Listenplatz der CDU stand, weder das Direktmandat erringen noch über die Landesliste in den neuen Bundestag einziehen. Am 20. November 2020 kündigte sie an, bei der Bundestagswahl 2021 erneut für die CDU in Bonn antreten zu wollen. Ihre Partei stellte sie aber nicht wieder auf, sie unterlag bei der Nominierung am 20. März 2021 bereits im ersten Wahlgang gegen ihre beiden parteiinternen Mitbewerber.

## Kirchenpolitische Arbeit

### Katholischer Deutscher Frauenbund
Seit 1993 engagiert sich Lücking-Michel in verschiedenen Funktionen im Katholischen Deutschen Frauenbund (KDFB). So war sie neben der Mitgliedschaft in der Theologischen Kommission ab 1995 Leiterin der Internationalen Kommission und 1999–2008 Vizepräsidentin des Verbandes. Derzeit ist sie Mitglied des Stiftungskuratoriums.

### Zentralkomitee der Deutschen Katholiken
Der Laienorganisation der Katholiken in Deutschland gehört Lücking-Michel seit 1997 an, zwischen 2005 und 2021 war sie Vizepräsidentin. In dieser Funktion war sie u. a. Mitglied der Leitungen des II. Ökumenischen Kirchentages 2010 in München sowie des Katholikentags 2012 in Mannheim.
Im ZdK setzte sie ihr Engagement für eine Verbesserung der Situation von Frauen und deren Repräsentanz in Führungspositionen in der katholischen Kirche fort. Daneben setzte sie einen Schwerpunkt auf Fragen des Zusammenwirkens von Laien und Klerus.
In ihrer Funktion als Vizepräsidentin übernahm Lücking-Michel auch den Vorsitz des Forums „Macht und Gewaltenteilung in der Kirche – Gemeinsame Teilnahme und Teilhabe am Sendungsauftrag“ im Rahmen des Synodalen Wegs der katholischen Kirche in Deutschland.

### ND Christsein.heute
Seit 2014 ist Lücking-Michel Leiterin des ND, eines katholischen Verbandes mit Sitz in Köln.

### Brief an Kardinal Marx
Mit acht weiteren Persönlichkeiten – Theologen und anderen bekannten Katholiken – richtete sie einen Offenen Brief mit einer Liste von Forderungen zu Reformen in katholischen Kirche an Kardinal Reinhard Marx, der am 3. Februar 2019 in der Frankfurter Allgemeinen Sonntagszeitung veröffentlicht wurde.

## Weitere Mitgliedschaften
Lücking-Michel war im Rahmen ihres Bundestagsmandats
- Kuratoriumsvorsitzende der Deutschen Gesellschaft für Internationale Zusammenarbeit GmbH (diesem Kuratorium gehört sie als Vertreterin der Entwicklungshelfer weiterhin an)
- Mitglied im Kuratorium der Stiftung Haus der Geschichte der Bundesrepublik Deutschland
- stellvertretendes Mitglied im Kuratorium der Bundeszentrale für politische Bildung

Sie war von 2006 bis 2009 Vorsitzende des Bundesjugendkuratoriums. Sie ist Mitglied des Kuratoriums von Don Bosco Mondo.

## Auszeichnungen
- Claudia Lücking-Michel wurde während ihres Studiums durch das Cusanuswerk sowie die Studienstiftung des deutschen Volkes gefördert.
- Im Oktober 2006 wurde sie mit dem Bundesverdienstkreuz durch den damaligen Bundespräsidenten Horst Köhler ausgezeichnet.[20]
- Für Verdienste um die jüdische Begabtenförderung wurde ihr im Oktober 2012 die Ernst-Ludwig-Ehrlich-Medaille für die Wissenschaften und Künste verliehen.[21]

## Veröffentlichungen (Auswahl)
Dissertation
- Konkordanz und Konsens. Zur Gesellschaftstheorie in der Schrift “De concordantia catholica” des Nicolaus von Cues (= Bonner dogmatische Studien, Bd. 16). Würzburg 1994.

Herausgeberschaften
- mit Thomas Fliethmann: Im Dienst der Armen. Entwicklungsarbeit als Selbstvollzug der Kirche (= Schriften des Instituts für Christliche Sozialwissenschaften, Bd. 26). Münster 1992.
- mit Josef Wohlmuth: Inspirationen. Beiträge zu Wissenschaft, Kunst, Gesellschaft und Spiritualität. Paderborn 2006.

Aufsätze
- Für eine dialogische Kirche. Genese, Anliegen und Wirkung öffentlicher Erklärungen im Interesse des Dialogs in der Kirche. In: Gebhard Fürst (Hrsg.): Dialog als Selbstvollzug der Kirche (= Quaestiones disputatae, Bd. 166). Herder, Freiburg 1997, S. 309–328.
- mit Marianne Heimbach-Steins: Frauen-Menschen-Rechte. Universalität und Partikularität von Frauenrechten am Beispiel des Rechtes auf Entwicklung. In: Jahrbuch für Christliche Sozialwissenschaften, Jg. 39 (1998), S. 161–188.
- Weltweite Bildung und soziale Ungleichheit – Kommentar zum Beitrag von Klaus Seitz. In: Marianne Heimbach-Steins, Gerhard Kruip (Hrsg.): Bildung und Beteiligungsgerechtigkeit. Sozialethische Sondierungen. Bielefeld 2003, S. 97–107.
- Begabungen fördern. Was heißt Chancengerechtigkeit im Bildungswesen? In: Herder Korrespondenz, Jg. 64 (2010), S. 312–316.